# ماثيو ميريني
ماثيو ميريني (بالإيطالية: Matteo Merini)‏ (21 يناير 1988 بروما في إيطاليا - ) هو لاعب كرة قدم إيطالي في مركز الهجوم. لعب مع نادي لاتسيو وكميتا زابيرزو ‏ وAS Melfi ‏ وASD Sangiovannese 1927 ‏ وكارسو كالتشيو ‏ وASD Città di Gallipoli ‏.

## روابط خارجية
- ماثيو ميريني على موقع قاعدة بيانات كرة القدم.إي يو (الإنجليزية)
- ماثيو ميريني على موقع Soccerway.com (الإنجليزية)